# ويليام إي. فورد
ويليام إي. فورد (بالإنجليزية: William E. Ford)‏ هو شخصية أعمال أمريكي، ولد في 18 يونيو 1961 في أورانج ‏ في الولايات المتحدة.